# Salvador (Ribeira de Pena)
Salvador ist eine ehemalige Gemeinde (Freguesia) im portugiesischen Kreis (Concelho) von Ribeira de Pena. In ihr leben 2411 Einwohner (Stand 30. Juni 2011). Sie stellte die eigentliche Stadtgemeinde der Kreisstadt Ribeira de Pena dar.
Am 29. September 2013 wurden die Gemeinden Salvador (Ribeira de Pena) und Santo Aleixo de  Além-Tâmega zur neuen Gemeinde União das Freguesias de Ribeira de Pena (Salvador) e Santo Aleixo de Além-Tâmega zusammengeschlossen.

## Verwaltung
Salvador ist der Name der Gemeinde, die das Stadtgebiet der Kreisstadt Ribeira de Pena abdeckte. Es gehörten darüber hinaus noch weitere Ortschaften zur Gemeinde.
Folgende Ortschaften liegen in der Gemeinde Salvador:
| - Balteiro - Bacelar - Bustelo - Caminho - Cavalinho | - Concelho - Brunhedo - Daivões - Escarei - Friume | - Fontes - Portela de Santa Eulália - Póvoa - Reboriça - Ribeira de Pena | - Ruival - Santa Eulália - Senra - Trofa - Vilarinho |